# Gavoi
Gavoi är en ort och kommun i provinsen Nuoro i regionen Sardinien i sydvästra Italien. Kommunen hade 2 641 invånare (2017).